# 도라도속
도라도는 카라신목 브리콘과의 도라도속(Salminus)에 속하는 조기어류의 총칭이다. 아마존강에 사는,날카로운 이빨을 가진 대형 육식어이다. 카라신 중에서는 드물게 대형으로 1m까지 자란다. 우기에 산란을 위해 이주하는 습성이 있다.

## 하위 종
- Salminus affinis
- Salminus brasiliensis
- Salminus franciscanus
- Salminus hilarii